# راميش سيبي
راميش سيبي (بالإنجليزية: Ramesh Sippy)‏ (ولد: 23 يناير 1947 - ) مخرج، منتج أفلام هندي. عمل في عدة أعمال سينمائية، من أشهرها الشعلة وعمل منتج أفلام في فيلم دوم مارو دوم.

فيلم الشعلة من اخراج راميش سيبي

## عمل مع
- ديبيكا بادوكان
- جاويد أختر
- روهان سيبي
- أميتاب باتشان

## روابط خارجية
- راميش سيبي على موقع IMDb (الإنجليزية)
- راميش سيبي على موقع ألو سيني (الفرنسية)
- راميش سيبي على موقع أول موفي (الإنجليزية)
- راميش سيبي على موقع قاعدة بيانات الفيلم (الإنجليزية)
- راميش سيبي على موقع كينوبويسك (الروسية)